# Sydney Newman
Sydney Cecil Newman (ur. 1 kwietnia 1917 w Toronto, zm. 30 października 1997 tamże) – kanadyjski producent filmowy i telewizyjny. 

## Życiorys
Znany zwłaszcza jako twórca takich seriali jak Doktor Who oraz Rewolwer i melonik (org. The Avengers).
Newman został odznaczony Orderem Kanady w 1981 roku.